# Dia internacional de la lluita contra l'abús i el tràfic il·legal de drogues

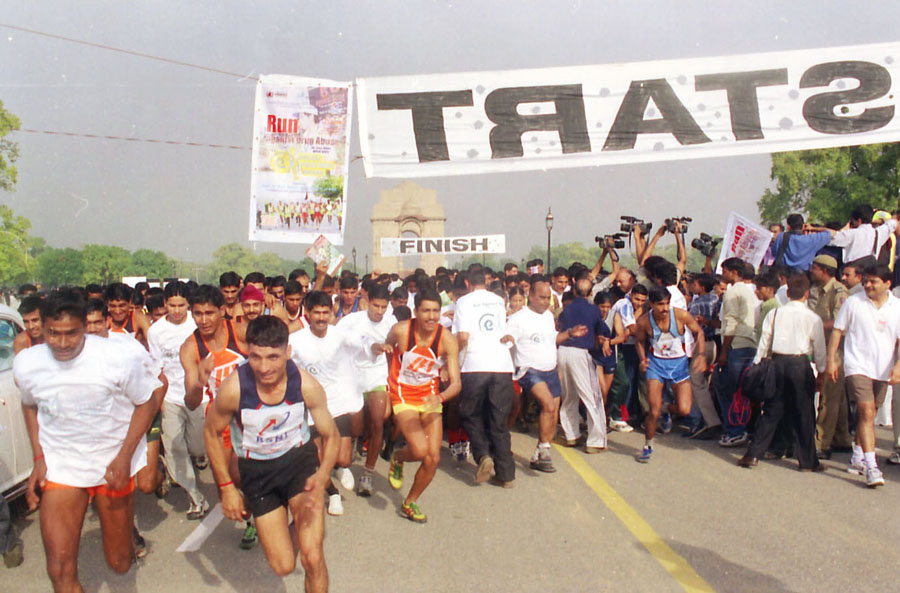
2.000 joves participen en la "Corsa contra les drogues", organitzada per commemorar el Dia Internacional contra l'Abús i el Tràfic Il·lícit de Drogues a Nova Delhi, Índia, el 26 de juny de 2004

El Dia Internacional contra l'abús i el tràfic il·lícit de drogues és un Dia Internacional de les Nacions Unides contra l'abús i el tràfic il·legal de drogues. El dia cau anualment en el 26 de juny, des de 1989.

## Història
La data del 26 de juny és per commemorar el desmantellament de Lin Zexu del comerç d'opi a Humen, Guangdong, que va acabar el 25 de juny de 1839, just abans de la Primera Guerra de l'Opi a la Xina. L'observança va ser instituïda per la Resolució de l'Assemblea General 42/112, de 7 de desembre de 1987.
El 26 de juny de 1987 es van adoptar dos textos importants a la Conferència Internacional sobre l'Abús de Drogues i el Tràfic Il·lícit, que es va celebrar a Viena del 17 al 26 de juny de 1987. La Conferència va recomanar la celebració d'una jornada anual per visibilitzar la importància de la lluita contra l'abús i el tràfic il·lícit de drogues. També va sonar la data del 17 de juny, però finalment es va escollir el 26 de juny, com es va fer constar en l'esborrany i la resolució final.
L'Informe mundial sobre drogues de 2007 de l'ONU xifra el valor del comerç il·legal de drogues en 322.000 milions de dòlars anuals
"Salut per a la Justícia. Justícia per a la salut", va ser el lema del 2019, per destacar que "la justícia i la salut són les dues cares de la mateixa moneda a l'hora d'abordar els problemes de les drogues".

## Suport. No càstig.
A partir de l'any 2012, organitzacions sense ànim de lucre de tot el món organitzen esdeveniments reivindicatius el 26 de juny, per demanar la fi de les polítiques basades en la repressió de les persones que usen drogues. Anomenat "Support. Don't punish" (Suport. No càstig.), la xarxa CATNPUD organitza l'esdeveniment anualment a Catalunya des de l'any 2016.